# Cravatta a farfalla

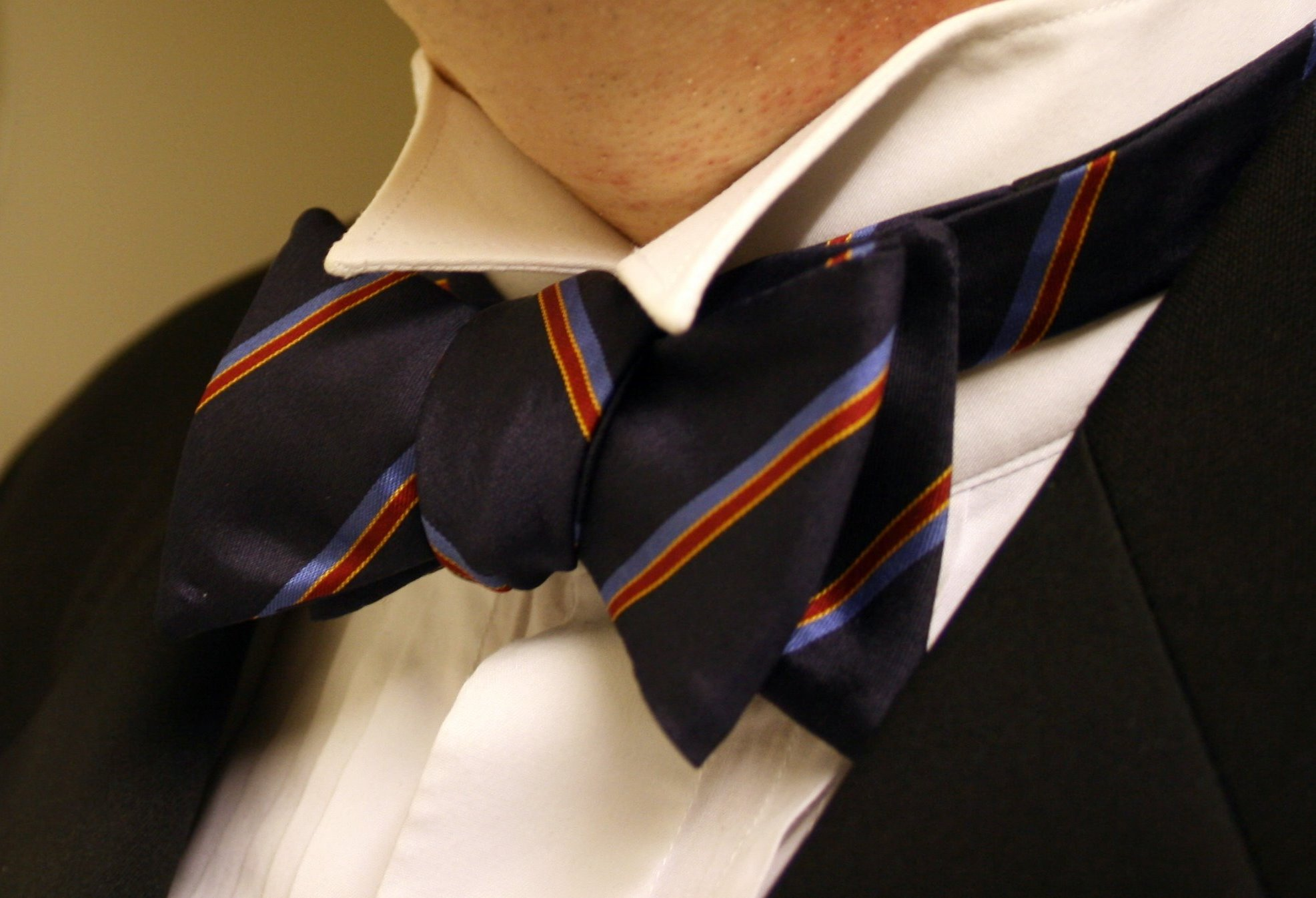
Come si mostra un farfallino annodato

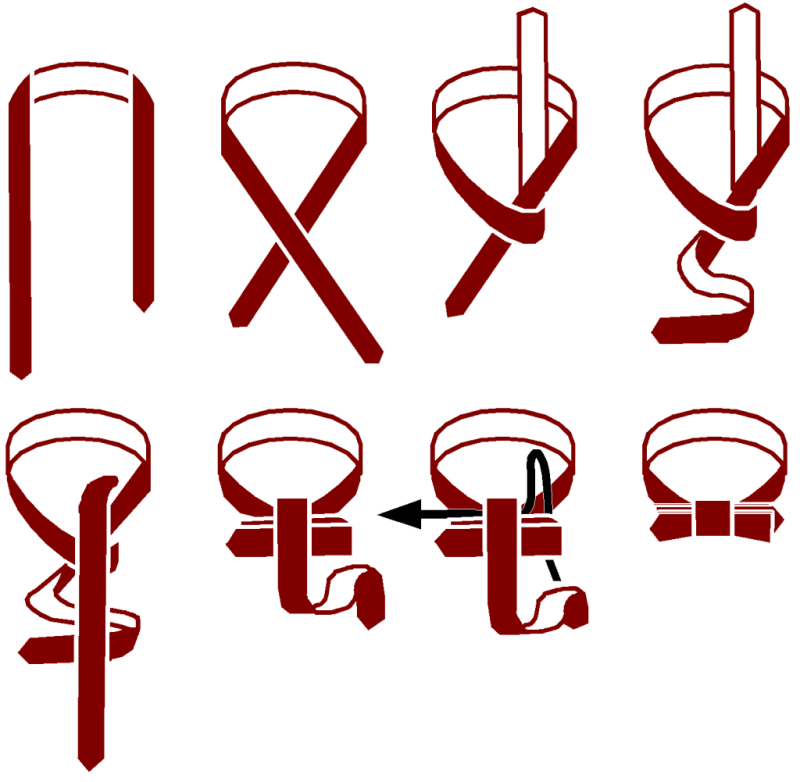
Una delle due versioni del primo modo di annodare la cravatta a farfalla

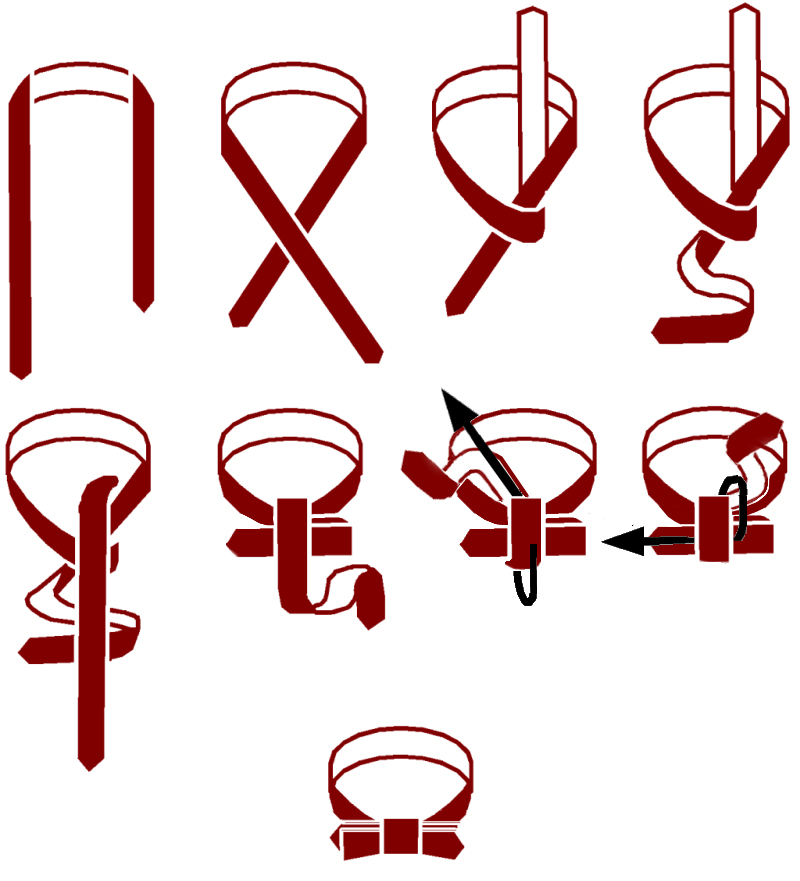
Secondo modo di annodare la cravatta a farfalla

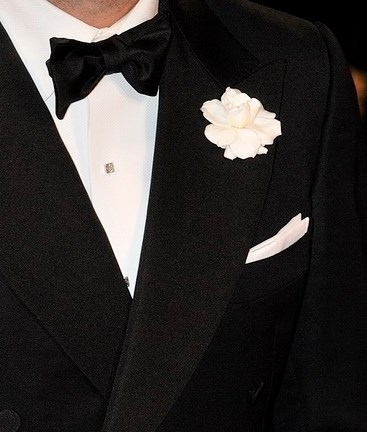
Papillon e smoking

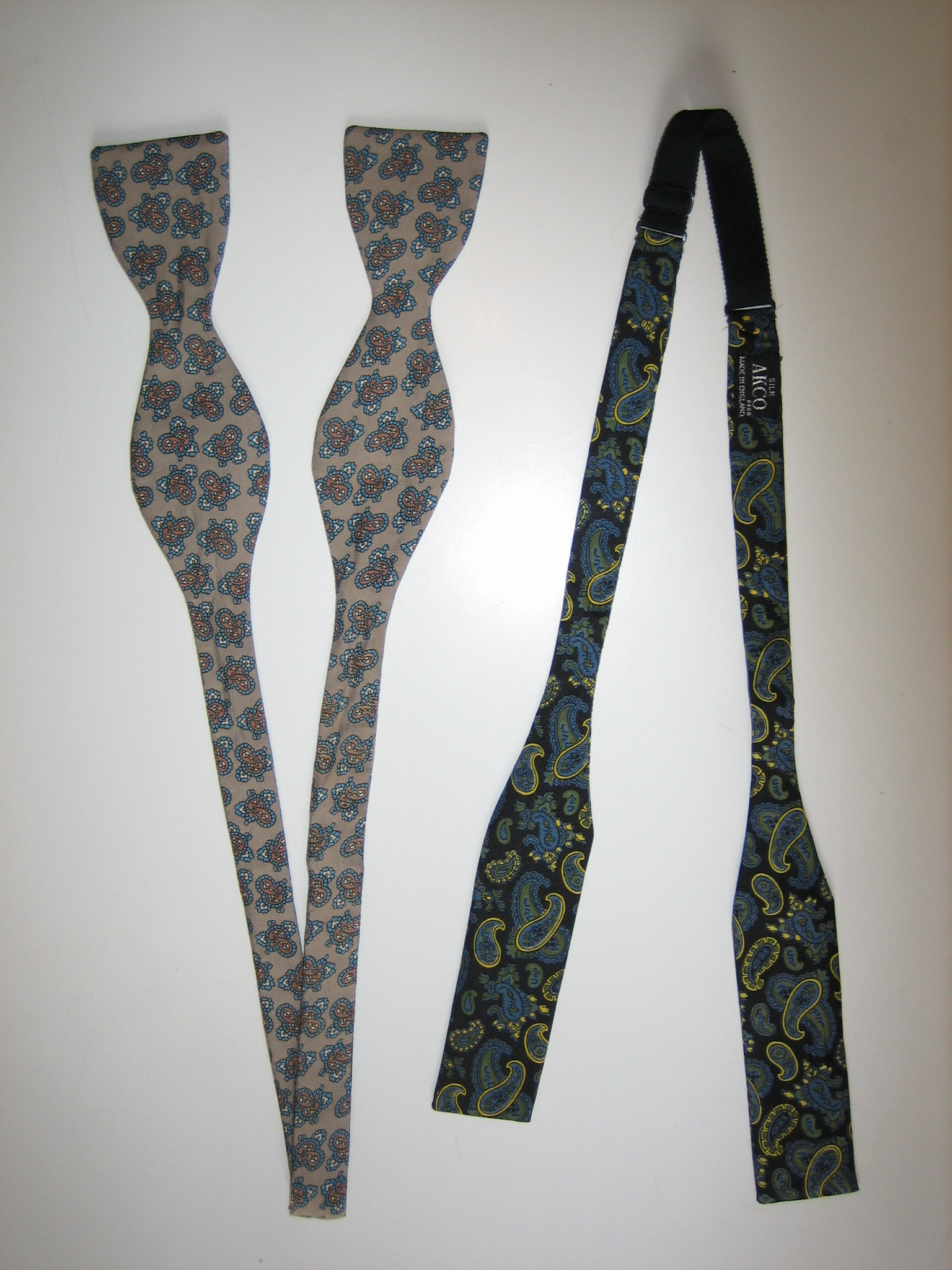
Esempi di cravatta a farfalla con foggia a "thistle" (sinistra) e ad "ali di pipistrello" (destra)

La cravatta a farfalla, conosciuta anche come farfallino (oppure cravattino o farfalla) o papillon (derivato dalle espressioni francesi nœud papillon o cravate papillon), è un indumento maschile  alternativo alla più diffusa cravatta.

## Descrizione
La cravatta a farfalla può essere realizzata in diversi materiali, in seta, cotone, lana o altro, e con differenti motivi geometrici o a fantasia, esattamente come la cravatta. La cravatta nera dello smoking è solitamente in raso o seta lisci, dello stesso materiale della eventuale fusciacca. La cravatta bianca del frac è per lo più in pelle d'uovo o piqué, più raramente in seta.
L'oggetto è anche noto con i seguenti nomi:
- per quello nero, da indossare con lo smoking, cravatta nera (o, con termine inglese: black tie);
- similmente, per quello bianco, da indossare con il frac, cravatta bianca (o, con termine inglese: white tie)
- per quello nero, nelle uniformi da cerimonia delle arme dei Carabinieri e dell'Aeronautica Militare, "cravatta in raso di seta nera a fiocco orizzontale"

La cravatta a farfalla consiste in un fiocco, simmetrico e di dimensioni contenute, che chiude, analogamente alla cravatta, il colletto della camicia. L'indumento può essere sostanzialmente di due tipi:
- Il tipo tradizionale da annodare, è costituito da un nastro che si allaccia con nodo del tutto analogo al nodo delle scarpe. Il nastro è per lo più sagomato in varie fogge in funzione del suo aspetto e proporzioni dopo l'annodatura. Normalmente il nastro ha un sistema atto a regolarne la lunghezza per adeguare l'indumento alle diverse dimensioni del collo senza alterare forma e dimensioni del nodo.
- Il tipo premontato, in versione a spilla oppure a collare, è un adattamento di quello tradizionale più recente, non amato da molti cultori dell'oggetto, in cui il nodo è cucito, che può essere anch'esso regolabile in lunghezza.

## Origine e storia
La cravatta a farfalla sembra prendere origine dai mercenari croati durante la guerra dei trent'anni del XVII secolo: i croati usavano un fiocco per legare la camicia che, evidentemente, non aveva bottone. Questo metodo fu successivamente adottato dapprima dalla moda maschile in Francia e successivamente in altri paesi europei. La parola deriva dal francese cravate, forse a derivazione traslitterata del termine hrvat, che vuol dire appunto "croato".
In Italia, fu un simbolo attribuito ai futuristi, ai comunisti, agli anarchici e ai rivoluzionari in genere.

## Uso
La cravatta a farfalla è associata principalmente all'abbigliamento maschile da sera, essendo una componente  indispensabile nella tenuta a smoking o frac.
Altro uso tipico è quello associato alle divise da arbitro di pugilato, da cameriere ai tavoli di bar, ristoranti e ricevimenti, talora anche da giorno, e all' uniforme da gala di alcune forze armate. 
La cravatta a farfalla risulta oggi più rara nell'uso quotidiano assieme al completo quale alternativa alla cravatta lunga e ha assunto per molti un sapore démodé o volutamente originale. Nell'immaginario collettivo, oltre a questi riferimenti, la farfalla era associata all'abbigliamento tipico di particolari professioni, quali l'architetto, l'artista o il professore universitario, ma ciò ha perso ormai quasi del tutto un riscontro effettivo.
In Sicilia e Calabria viene chiamata du mazzi (due mazze).

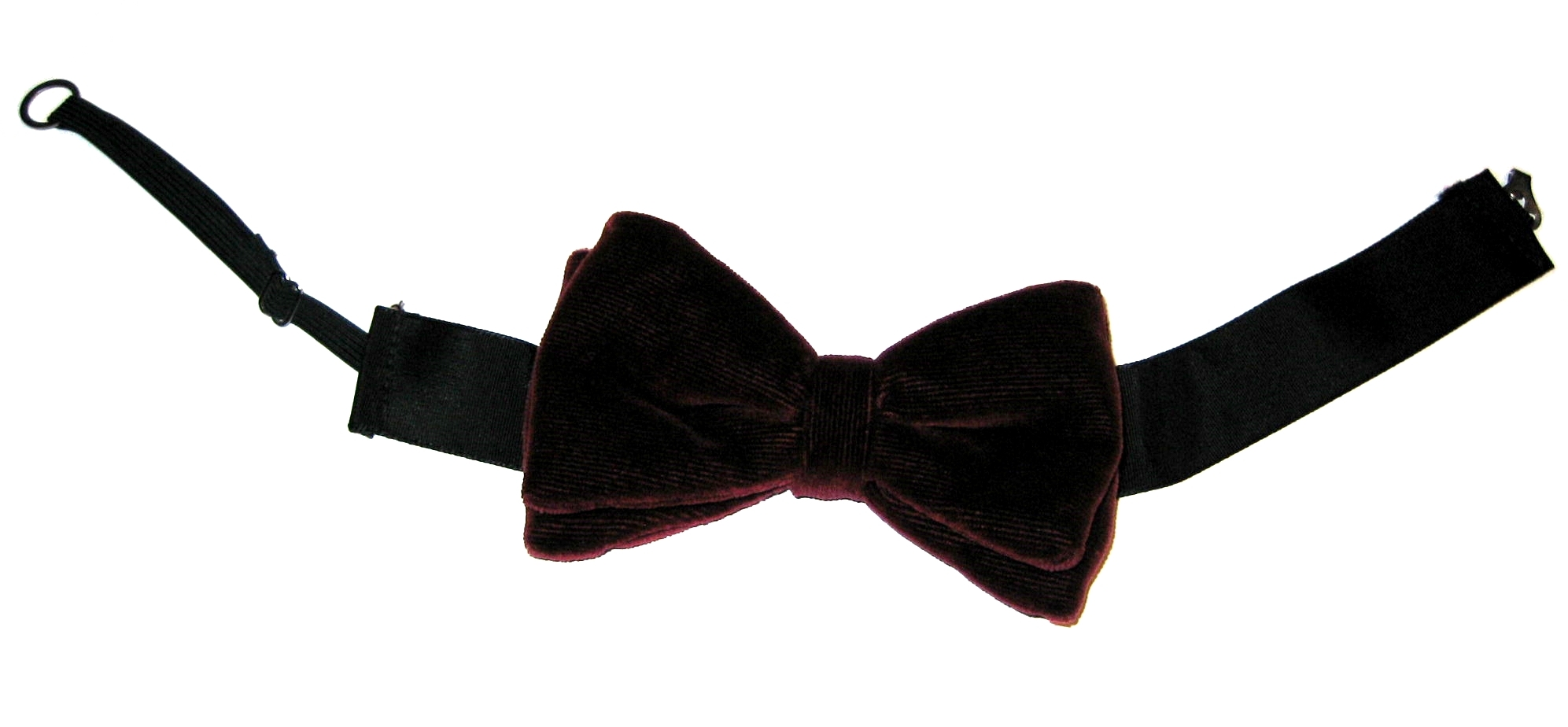
Una cravatta a farfalla premontata in versione a collare